# Vitor Pernambuco
José Vitor Rodrigues da Silva dos Santos (Ilha de Itamaracá, 28 de abril de 1998), mais conhecido como Vitor Pernambuco, é um futebolista brasileiro que atua como ponta-esquerda. Atualmente joga no Esporte Clube Juventude

## Carreira

### Início na Portuguesa
Nascido na Ilha de Itamaracá, Vitor começou sua trajetória atuando por campos de várzea, onde chegou a fazer testes no Náutico, mas não obteve êxito. Começou então a disputar alguns torneios em sua cidade natal, e após um olheiro ver seu futebol e gostar, embarcou para São Paulo para realizar peneiras, tendo sido aprovado para entrar na base da Portuguesa.
Pela Lusa, disputou alguns jogos do Paulista Sub-20 e da Copa São Paulo, até subir ao profissional. Depois da Portuguesa, passou pelo Jaguariúna e através de processo de captação, migrou para a Europa.

### Lyiv
Em 22 de fevereiro de 2019, foi anunciado e apresentado pelo Lviv, da Ucrânia. Estreou pelo novo clube no dia seguinte, no dia 23 de fevereiro, na vitória de 1 a 0 sobre Chornomorets Odessa, em jogo válido pela 19ª rodada do Campeonato Ucraniano.

### Dinamo Tbilisi
Foi emprestado ao Dínamo Tbilisi em fevereiro de 2020, clube onde se sagrou campeão do Campeonato Georgiano no mesmo ano.

### Bodø/Glimt
O atacante voltou a ser emprestado no dia 26 de março de 2021, dessa vez ao Bodø/Glimt, da Noruega. Vitor Pernambuco assinou por seis meses, com opção de compra no final do vínculo. Fez sua estreia pelo clube norueguês no dia 6 de junho, entrando no segundo tempo da vitória de 2–0 sobre o Mjøndalen IF, na 7ª rodada da Eliteserien.
Marcou seu primeiro gol pelo Glimt na derrota por 3–2 para Legia Warszawa, em jogo válido pela primeira pré-eliminatória da Liga dos Campeões da UEFA.

### Sheriff Tiraspol
No dia 15 de janeiro de 2022, Vitor Pernambuco foi anunciado como novo reforço do Sheriff Tiraspol, da Moldávia. O atacante chegou por empréstimo e assinou até o final do ano.

## Títulos
Dinamo Tbilisi
- Campeonato Georgiano: 2020

FK Bodø/Glimt
- Eliteserien: 2021

Sheriff Tiraspol
- Campeonato Moldavo: 2021–22
- Copa da Moldávia: 2021–22